# Mile (athlétisme)
Pour les articles homonymes, voir Mile.
Le mile est une épreuve d'athlétisme consistant à parcourir une distance d'un  mile, soit 1 609,34 mètres.

## Histoire
Des temps précis pour la course du mile ne furent pas enregistrés avant 1850, quand les premières pistes mesurées précisément furent construites.
Les meilleurs temps du XIXe siècle furent établis par des professionnels. Après la fin des courses à pied professionnelles, il fallut attendre 1915 pour que le vieux record professionnel de 1886 établi par le Britannique Walter George soit battu par un amateur.
La progression du record du mile a connu une accélération dans les années 1940 avec les Suédois Gunder Hägg et Arne Andersson qui abaissèrent le record en approchant les quatre minutes sans toutefois descendre en dessous (4 min 1 s 4) alors que les compétitions étaient réduites dans les pays en guerre. Après la Seconde Guerre mondiale, ce furent l’Australien John Landy et le Britannique Roger Bannister qui entreprirent de s’attaquer à la mythique barrière des quatre minutes. Bannister fut le premier à la franchir, exploit retentissant puisqu'il provoque même une interruption de séance à la Chambre des communes. Landy le fit à son tour 46 jours plus tard. 
Depuis 1976, le mile est la seule distance non métrique à être reconnue par l’Association internationale des fédérations d'athlétisme (IAAF) à des fins de records. Le record du monde masculin actuel date de 1999 et est détenu par le Marocain Hicham El Guerrouj avec 3 min 43 s 13. Le record du monde féminin actuel est détenu par la Néerlandaise Sifan Hassan avec 4 min 12 s 33, réalisé au meeting IAAF de Monaco.
Le nombre de courses de haut niveau courues sur cette distance ces dernières années est en fait faible dans les meetings européens, car ils se concentrent sur des distances métriques, comme le 1 500 mètres. Cependant, les courses d'un mile sur route ont tendance à se démocratiser, en particulier au Royaume-Uni (avec le Westminster Mile ou le City of London Mile) ou aux États-Unis (avec le Fifth Avenue Mile).

## Performances et records
Entre le 1er juillet 1942 et le 17 juillet 1945, le record du monde masculin du mile reste en mains suédoises. On assiste à un chassé-croisé entre Gunder Hägg et Arne Andersson. Durant cette période, le record du monde masculin passe de 4 min 6 s 2 à 4 min 1 s 4.
Le 6 mai 1954, le Britannique Roger Bannister est le premier athlète masculin à descendre en dessous de quatre minutes en réalisant 3 min 59 s 4 (Oxford, 1954).
Le 29 mai 1954, la Britannique Diane Leather est la première athlète féminine à descendre en dessous de cinq minutes en réalisant 4 min 59 s 6 (Birmingham, 1954).
Le 9 février 1990, la Roumaine Doina Melinte réalise la meilleure performance mondiale féminine en salle avec 4 min 17 s 14 (East Rutherford, 1990). 
Le 14 août 1996, la Russe Svetlana Masterkova réalise la meilleure performance mondiale féminine avec 4 min 12 s 56 (Zurich, 1996). 
Le 7 juillet 1999, le Marocain Hicham El Guerrouj réalise la meilleure performance mondiale masculine avec 3 min 43 s 13 (Rome, 1999). Il détient également la meilleure performance mondiale masculine en salle avec 3 min 48 s 45 (1997). 
Au 20 avril 2017, 1440 coureurs ont couru un jour sous la barre des 4 minutes au mile. 
Le 27 mai 2017, le Norvégien Jakob Ingebrigtsen devient le plus jeune coureur à passer sous la barre des 4 minutes en courant en 3 min 58 s 07 (2017) lors d'une épreuve de la Ligue de diamant (Eugene, 2017).
Le 26 mai 2019, le couple britannique Joe Morwood et Stephanie Twell établissent un nouveau record du monde lors du Westminster Mile, à Londres, en courant main dans la main en 4 min 50 s.

### Records par continent
| Continent                                       | Hommes        | Hommes             | Hommes     |               | Femmes             | Femmes     | Femmes |
| Continent                                       | Temps         | Athlète            | Pays       |               | Temps              | Athlète    | Pays   |
| ----------------------------------------------- | ------------- | ------------------ | ---------- | ------------- | ------------------ | ---------- | ------ |
| Afrique                                         | 3 min 43 s 13 | Hicham El Guerrouj | Maroc      | 4 min 7 s 64  | Faith Kipyegon     | Kenya      |        |
| Asie                                            | 3 min 47 s 97 | Daham Najim Bashir | Qatar      | 4 min 17 s 75 | Maryam Yusuf Jamal | Bahreïn    |        |
| Europe                                          | 3 min 43 s 73 | Jakob Ingebrigtsen | Norvège    | 4 min 12 s 33 | Sifan Hassan       | Pays-Bas   |        |
| Amérique du Nord, Amérique centrale et Caraïbes | 3 min 43 s 97 | Yared Nuguse       | États-Unis | 4 min 16 s 35 | Nikki Hiltz        | États-Unis |        |
| Océanie                                         | 3 min 47 s 48 | Oliver Hoare       | Australie  | 4 min 15 s 34 | Jessica Hull       | Australie  |        |
| Amérique du Sud                                 | 3 min 51 s 05 | Hudson de Souza    | Brésil     | 4 min 27 s 41 | Joselyn Brea       | Venezuela  |        |

#### Piste courte
| Continent                                       | Hommes        | Hommes             | Hommes     |               | Femmes                  | Femmes     | Femmes |
| Continent                                       | Temps         | Athlète            | Pays       |               | Temps                   | Athlète    | Pays   |
| ----------------------------------------------- | ------------- | ------------------ | ---------- | ------------- | ----------------------- | ---------- | ------ |
| Afrique                                         | 3 min 47 s 01 | Yomif Kejelcha     | Éthiopie   | 4 min 13 s 31 | Genzebe Dibaba          | Éthiopie   |        |
| Asie                                            | 3 min 54 s 84 | Ryoma Aoki         | Japon      | 4 min 24 s 71 | Maryam Yusuf Jamal      | Bahreïn    |        |
| Europe                                          | 3 min 45 s 15 | Jakob Ingebrigtsen | Norvège    | 4 min 17 s 14 | Doina Melinte           | Roumanie   |        |
| Amérique du Nord, Amérique centrale et Caraïbes | 3 min 46 s 63 | Yared Nuguse       | États-Unis | 4 min 16 s 41 | Elle Purrier St. Pierre | États-Unis |        |
| Océanie                                         | 3 min 47 s 48 | Cameron Myers      | Australie  | 4 min 19 s 03 | Jessica Hull            | Australie  |        |
| Amérique du Sud                                 | 3 min 56 s 26 | Hudson de Souza    | Brésil     | 4 min 34 s 37 | Carmen Alder Caisalitin | Équateur   |        |

### Records du monde professionnels pré-IAAF

#### Masculins
| Temps          | Athlète          | Nationalité | Date              | Lieu                                            |
| -------------- | ---------------- | ----------- | ----------------- | ----------------------------------------------- |
| 4 min 28 s     | Charles Westhall | Royaume-Uni | 26 juillet 1852   | Copenhagen House Grounds, Londres (Royaume-Uni) |
| 4 min 28 s     | Thomas Horspool  | Royaume-Uni | 28 septembre 1857 | Manchester (Royaume-Uni)                        |
| 4 min 23 s     | Thomas Horspool  | Royaume-Uni | 12 juillet 1858   | Manchester (Royaume-Uni)                        |
| 4 min 22 s 1/4 | Siah Albison     | Royaume-Uni | 27 octobre 1860   | Manchester (Royaume-Uni)                        |
| 4 min 21 s 3/4 | William Lang     | Royaume-Uni | 11 juillet 1863   | Manchester (Royaume-Uni)                        |
| 4 min 20 s 1/2 | Edward Mills     | Royaume-Uni | 23 avril 1864     | Manchester (Royaume-Uni)                        |
| 4 min 20 s     | Edward Mills     | Royaume-Uni | 25 juin 1864      | Manchester (Royaume-Uni)                        |
| 4 min 17 s 1/4 | William Lang     | Royaume-Uni | 19 août 1865      | Manchester (Royaume-Uni)                        |
| 4 min 17 s 1/4 | William Richards | Royaume-Uni | 19 août 1865      | Manchester (Royaume-Uni)                        |
| 4 min 16 s 1/5 | William Cummings | Royaume-Uni | 14 mai 1881       | Preston (Royaume-Uni)                           |
| 4 min 12 s 3/4 | Walter George    | Royaume-Uni | 23 août 1886      | Londres (Royaume-Uni)                           |

#### Féminins
| Temps        | Athlète             | Nationalité      | Date              | Lieu                     |
| ------------ | ------------------- | ---------------- | ----------------- | ------------------------ |
| 6 min 13 s 2 | Elizabeth Atkinson  | Royaume-Uni      | 24 juin 1921      | Manchester (Royaume-Uni) |
| 5 min 27 s 5 | Ruth Christmas      | Royaume-Uni      | 20 août 1932      | Londres (Royaume-Uni)    |
| 5 min 24 s 0 | Gladys Lunn         | Royaume-Uni      | 1er juin 1936     | Brentwood (Royaume-Uni)  |
| 5 min 23 s 0 | Gladys Lunn         | Royaume-Uni      | 18 juillet 1936   | Londres (Royaume-Uni)    |
| 5 min 20 s 8 | Gladys Lunn         | Royaume-Uni      | 8 mai 1937        | Dudley (Royaume-Uni)     |
| 5 min 17 s 0 | Gladys Lunn         | Royaume-Uni      | 7 août 1937       | Londres (Royaume-Uni)    |
| 5 min 15 s 3 | Evelyn Forster      | Royaume-Uni      | 22 juillet 1939   | Londres (Royaume-Uni)    |
| 5 min 11 s 0 | Anne Oliver         | Royaume-Uni      | 14 juin 1952      | Londres (Royaume-Uni)    |
| 5 min 09 s 8 | Enid Harding        | Royaume-Uni      | 4 juin 1953       | Londres (Royaume-Uni)    |
| 5 min 08 s 0 | Anne Oliver         | Royaume-Uni      | 12 septembre 1953 | Consett (Royaume-Uni)    |
| 5 min 02 s 6 | Diane Leather       | Royaume-Uni      | 30 septembre 1953 | Londres (Royaume-Uni)    |
| 5 min 00 s 3 | Edith Treybal       | Roumanie         | 1er novembre 1953 | Timișoara (Roumanie)     |
| 5 min 00 s 2 | Diane Leather       | Royaume-Uni      | 26 mai 1954       | Birmingham (Royaume-Uni) |
| 4 min 59 s 6 | Diane Leather       | Royaume-Uni      | 29 mai 1954       | Birmingham (Royaume-Uni) |
| 4 min 50 s 8 | Diane Leather       | Royaume-Uni      | 24 mai 1955       | Londres (Royaume-Uni)    |
| 4 min 45 s 0 | Diane Leather       | Royaume-Uni      | 21 septembre 1955 | Londres (Royaume-Uni)    |
| 4 min 41 s 4 | Marise Chamberlain  | Nouvelle-Zélande | 8 décembre 1962   | Perth (Australie)        |
| 4 min 39 s 2 | Anne Rosemary Smith | Royaume-Uni      | 13 mai 1967       | Londres (Royaume-Uni)    |

### Records du monde amateurs
| Temps          | Athlète         | Nationalité | Date           | Lieu                       |
| -------------- | --------------- | ----------- | -------------- | -------------------------- |
| 4 min 55 s     | J. Heaviside    | Royaume-Uni | 1er avril 1861 | Dublin (Irlande)           |
| 4 min 49 s     | J. Heaviside    | Royaume-Uni | 27 mai 1861    | Dublin (Irlande)           |
| 4 min 46 s     | Matthew Greene  | Royaume-Uni | 27 mai 1861    | Dublin (Irlande)           |
| 4 min 33 s     | George Farran   | Royaume-Uni | 23 mai 1862    | Dublin (Irlande)           |
| 4 min 29 s 3/5 | Walter Chinnery | Royaume-Uni | 10 mars 1868   | Cambridge (Royaume-Uni)    |
| 4 min 28 s 4/5 | William Gibbs   | Royaume-Uni | 3 avril 1868   | Londres (Royaume-Uni)      |
| 4 min 28 s 3/5 | Charles Gunton  | Royaume-Uni | 31 mars 1873   | Londres (Royaume-Uni)      |
| 4 min 26 s 0/5 | Walter Slade    | Royaume-Uni | 30 mai 1874    | Londres (Royaume-Uni)      |
| 4 min 24 s 1/2 | Walter Slade    | Royaume-Uni | 1er juin 1875  | Londres (Royaume-Uni)      |
| 4 min 23 s 1/5 | Walter George   | Royaume-Uni | 16 août 1880   | Londres (Royaume-Uni)      |
| 4 min 19 s 2/5 | Walter George   | Royaume-Uni | 3 juin 1882    | Londres (Royaume-Uni)      |
| 4 min 18 s 2/5 | Walter George   | Royaume-Uni | 21 juin 1884   | Birmingham (Royaume-Uni)   |
| 4 min 17 s 4/5 | Thomas Conneff  | États-Unis  | 26 août 1893   | Cambridge, MA (États-Unis) |
| 4 min 17 s 0/5 | Fred Bacon      | Royaume-Uni | 6 juillet 1895 | Londres (Royaume-Uni)      |
| 4 min 15 s 3/5 | Thomas Conneff  | États-Unis  | 28 août 1895   | New York, NY (États-Unis)  |
| 4 min 15 s 2/5 | John Paul Jones | États-Unis  | 27 mai 1911    | Cambridge, MA (États-Unis) |

### ÉpoqueIAAF

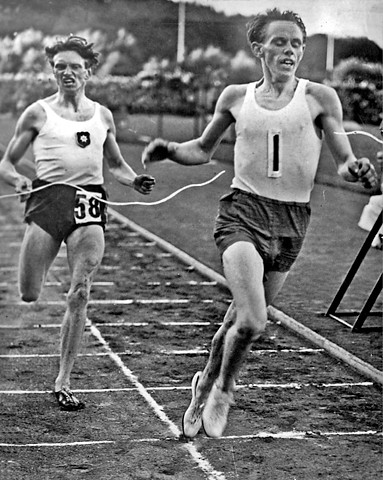
Le Suédois Gunder Hägg (à droite) bat son compatriote Arne Andersson (à gauche) en établissant un record du monde en 4 min 6 s 2 à Göteborg en 1942

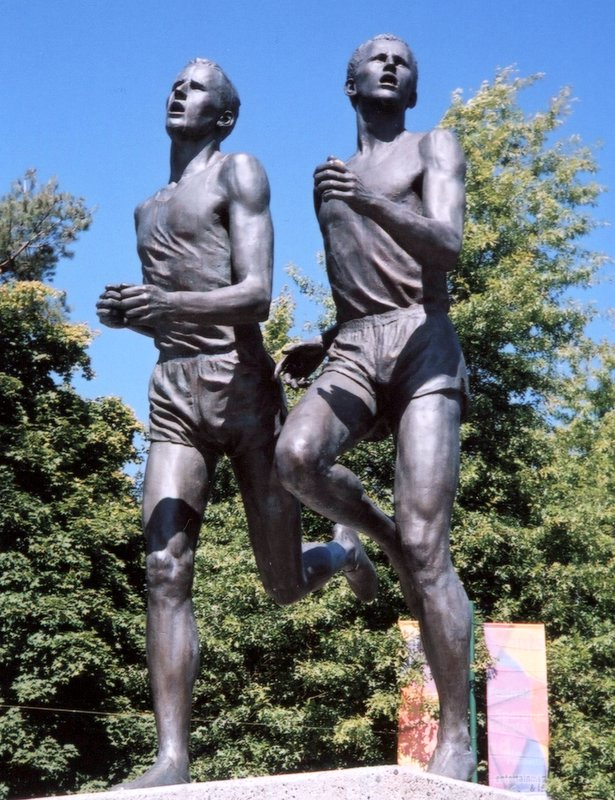
Statue commémorative de Roger Bannister et de John Landy lors du Miracle Mile à Vancouver en 1954

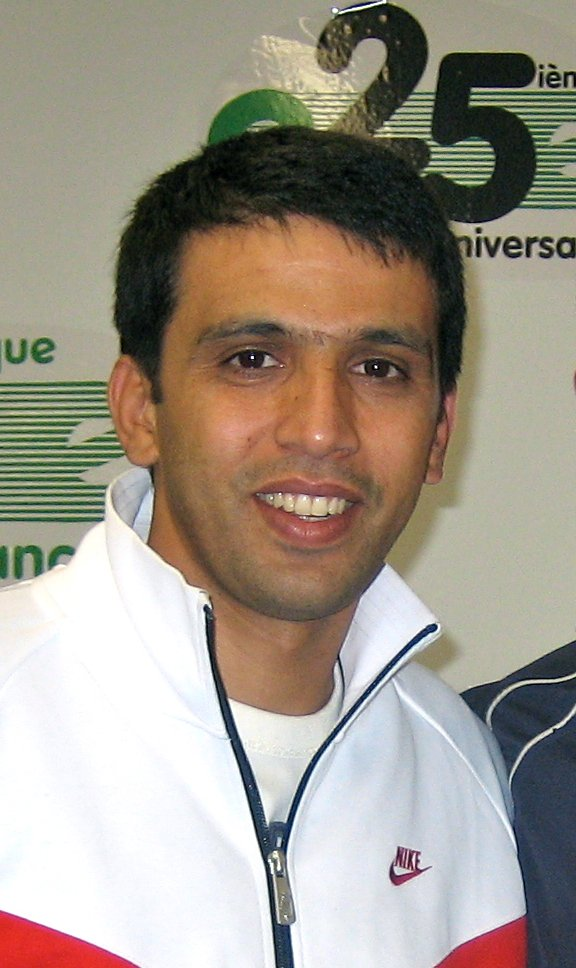
Le Marocain Hicham El Guerrouj est l'actuel détenteur des records du monde du mile en extérieur et en salle

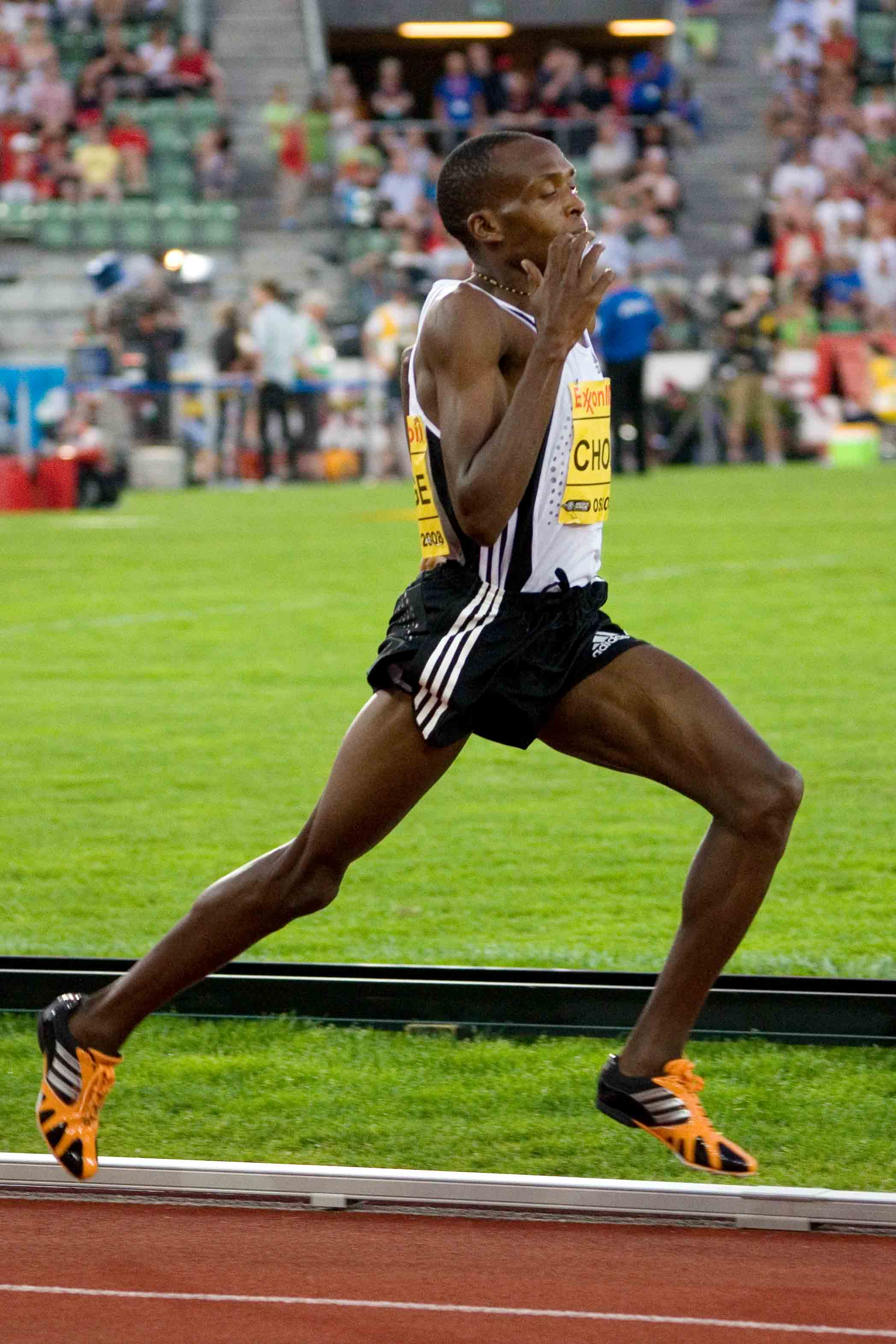
Le Kényan Augustine Choge disputant le Dream Mile à Oslo en 2008

Le premier record du monde masculin sur le mile fut reconnu par l'IAAF en 1913.
Depuis des dizaines d’années, l’IAAF a en effet fait évoluer les règles d’arrondis pour l’homologation des records. Jusque dans les années 1950, les temps étaient arrondis au 1/5e de seconde le plus proche, la plupart des courses étant chronométrées manuellement. Dans les années 1960, avec la généralisation du chronométrage électronique, les records furent arrondis au 1/10e de secondes. Ce n’est qu’en 1981 que le niveau d’arrondi actuel fut adopté, à savoir au 1/100e de seconde.
Les temps de Cunningham (4 min 06 s 7), de Hägg (4 min 06 s 1 et 4 min 01 s 3), de Landy (3 min 57 s 9), de Snell (3 min 54 s 03) et de Coe (3 min 48 s 95) furent respectivement homologués par l’IAAF sous les temps 4 min 06 s 8, 4 min 06 s 2, 4 min 01 s 4, 3 min 58 s 0, 3 min 54 s 1 et 3 min 49 s 0.
Le premier record du monde féminin sur le mile fut reconnu par l'IAAF en 1967.

#### Dix meilleurs performeurs

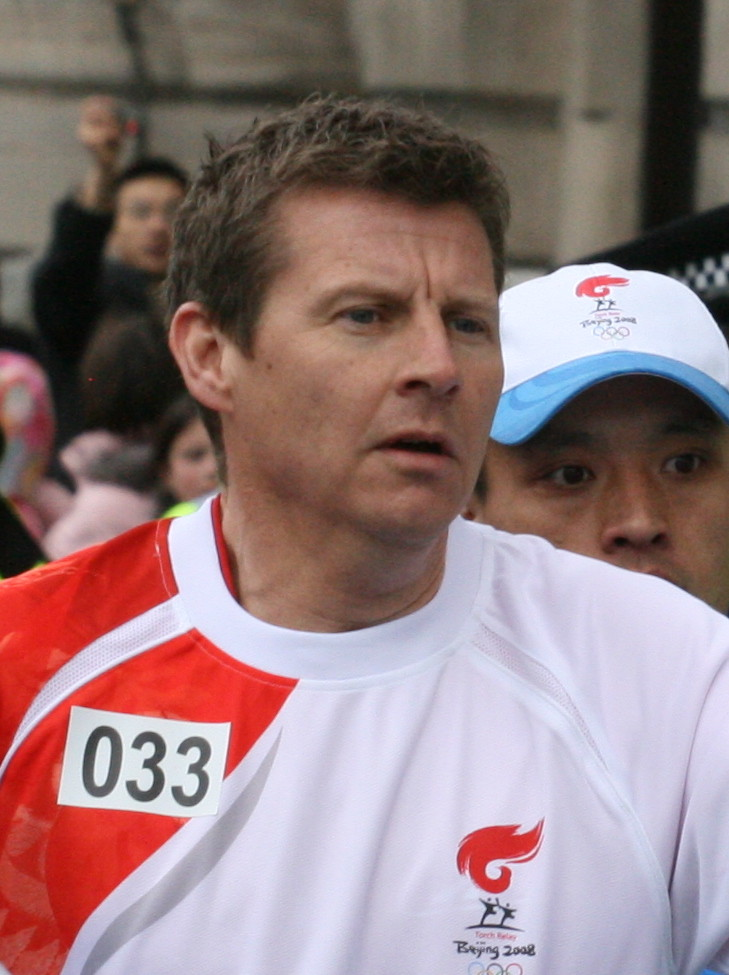
Le Britannique Steve Cram est le quatrième athlète masculin le plus rapide du monde sur un mile

- Au 14 juillet 2024[6]

| Rang | Temps         | Athlète            | Pays        | Date              | Lieu                             |
| ---- | ------------- | ------------------ | ----------- | ----------------- | -------------------------------- |
| 1    | 3 min 43 s 13 | Hicham El Guerrouj | Maroc       | 7 juillet 1999    | Golden Gala, Rome (Italie)       |
| 2    | 3 min 43 s 40 | Noah Ngeny         | Kenya       | 7 juillet 1999    | Golden Gala, Rome (Italie)       |
| 3    | 3 min 43 s 73 | Jakob Ingebrigtsen | Norvège     | 16 septembre 2023 | Eugene                           |
| 4    | 3 min 43 s 97 | Yared Nuguse       | États-Unis  | 16 septembre 2023 | Eugene                           |
| 5    | 3 min 44 s 39 | Noureddine Morceli | Algérie     | 5 septembre 1993  | Meeting de Rieti, Rieti (Italie) |
| 6    | 3 min 45 s 34 | Josh Kerr          | Royaume-Uni | 25 mai 2024       | Eugene                           |
| 7    | 3 min 46 s 32 | Steve Cram         | Royaume-Uni | 27 juillet 1985   | Bislett Games, Oslo (Norvège)    |
| 8    | 3 min 46 s 38 | Daniel Komen       | Kenya       | 26 août 1997      | ISTAF Berlin, Berlin (Allemagne) |
| 9    | 3 min 46 s 70 | Vénuste Niyongabo  | Burundi     | 26 août 1997      | ISTAF Berlin, Berlin (Allemagne) |
| 10   | 3 min 46 s 76 | Saïd Aouita        | Maroc       | 2 juillet 1987    | Helsinki (Finlande)              |

#### Dix meilleures performeuses (en salle/en extérieur)
- Au 14 juillet 2024[7].

| Rang | Temps         | Athlète             | Pays             | Date            | Lieu                               | Int./Ext. |
| ---- | ------------- | ------------------- | ---------------- | --------------- | ---------------------------------- | --------- |
| 1    | 4 min 7 s 64  | Faith Kipyegon      | Kenya            | 21 juillet 2023 | Monaco                             | Ext       |
| 2    | 4 min 12 s 33 | Sifan Hassan        | Pays-Bas         | 12 juillet 2019 | Monaco                             | Ext       |
| 3    | 4 min 12 s 56 | Svetlana Masterkova | Russie           | 14 août 1996    | Weltklasse Zurich, Zurich (Suisse) | Ext       |
| 4    | 4 min 13 s 31 | Genzebe Dibaba      | Éthiopie         | 17 février 2016 | Stockholm (Suède)                  | Int       |
| 5    | 4 min 14 s 58 | Ciara Mageean       | Irlande          | 21 juillet 2023 | Monaco                             | Ext       |
| 6    | 4 min 14 s 79 | Freweyni Hailu      | Éthiopie         | 21 juillet 2023 | Monaco                             | Ext       |
| 7    | 4 min 15 s 24 | Laura Muir          | Royaume-Uni      | 21 juillet 2023 | Monaco                             | Ext       |
| 8    | 4 min 15 s 34 | Jessica Hull        | Australie        | 21 juillet 2023 | Monaco                             | Ext       |
| 9    | 4 min 15 s 61 | Paula Ivan          | Roumanie         | 10 juillet 1989 | Nice (France)                      | Ext       |
| 10   | 4 min 15 s 8  | Natalya Artyomova   | Union soviétique | 5 août 1984     | Leningrad (Union soviétique)       | Ext       |